# NGC 5256
NGC 5256 est une paire de galaxies spirales particulières relativement éloignée et située dans la constellation de la Grande Ourse. La vitesse de la paire par rapport au fond diffus cosmologique est de 8 516 ± 17 km/s, ce qui correspond à une distance de Hubble de 125,6 ± 8,8 Mpc (∼410 millions d'al). NGC 5256 a été découverte par l'astronome germano-britannique William Herschel en 1787. Cette paire de galaxies est en interaction gravitationnelle.

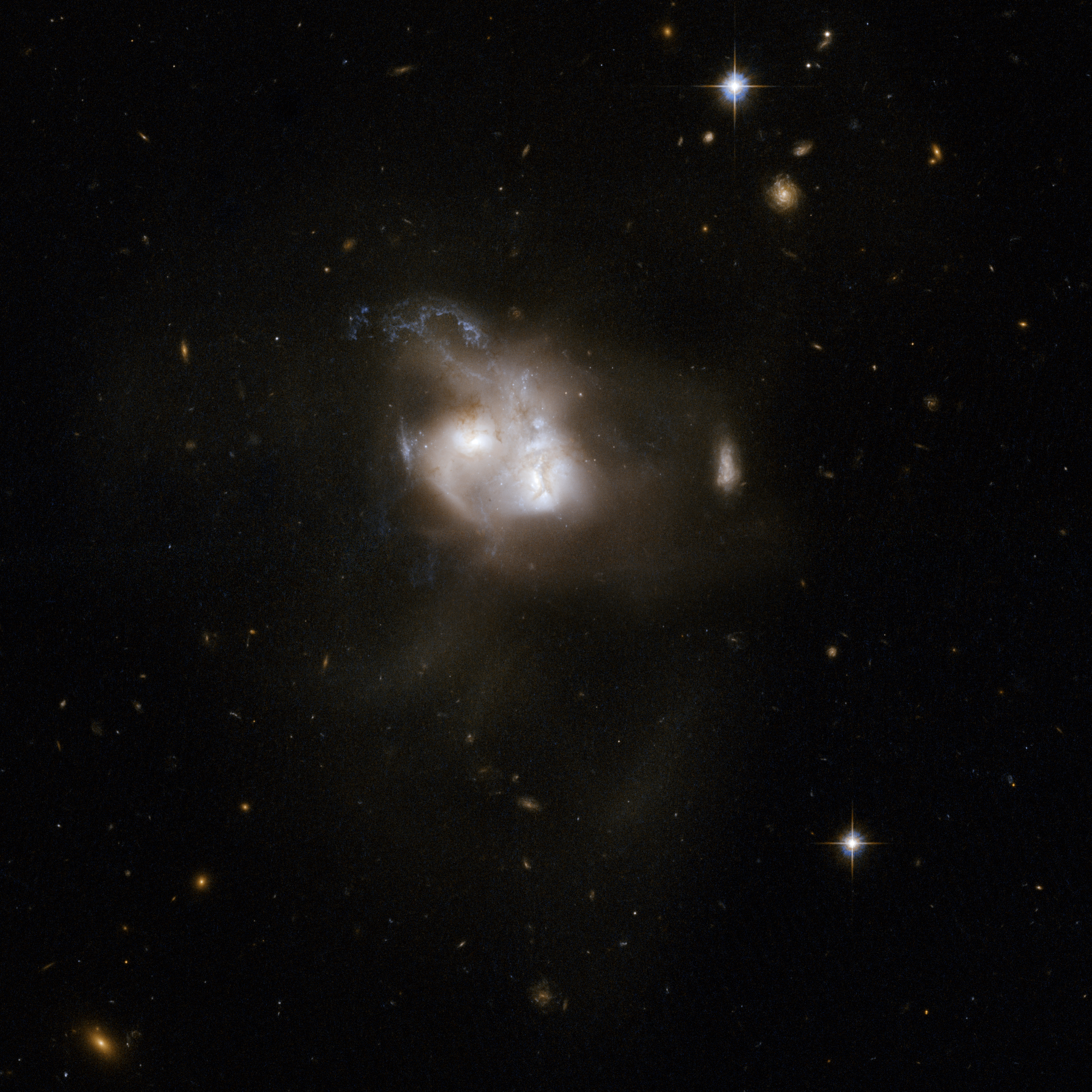
La paire de galaxies NGC 5256 par le télescope spatial Hubble.

La luminosité de la paire de galaxies NGC 5256 dans l'infrarouge lointain (de 40 à 400 µm)  est égale à 2,19 × 1011 {\displaystyle L_{\odot }} (1011,34{\displaystyle L_{\odot }}) et sa luminosité totale dans l'infrarouge (de 8 à 1 000 µm) est de 3,09 × 1011 {\displaystyle L_{\odot }} (1011,49{\displaystyle L_{\odot }}).
Les galaxies de la paire de NGC 5256 sont considérées comme lumineuses dans l'infrarouge (LIRG). Ce sont aussi des galaxies à sursaut de formation d'étoiles et des galaxies actives de type Seyfert 2. NGC 5256 est aussi une paire de galaxies qui brille dans le domaine de l'ultraviolet. Elle est inscrite dans le catalogue de Markarian sous la cote Mrk 266 (MK 266).

## Trou noir supermassif
Une étude autre réalisée auprès de 90 galaxies de type Seyfert 2 utilisant la dispersion des vitesses a permis d'estimer la masse des trous noirs supermassifs centraux de celles-ci. Pour NGC 5256, la masse du trou noir est égale à 8,3 × 106 {\displaystyle M_{\odot }} (106,92).